# 審査請求
審査請求（しんさせいきゅう）とは、国や地方公共団体による処分に対する不服申立の制度。法的な誤りを指摘するなどして申し立てる。また、個別法による特別の定めにより国税不服審判所、高等裁判所、最高裁判所行政不服審査委員会などに対する審査請求が求められる場合もある。審査請求の裁決に対し不服がある場合は、行政不服審査会に不服申立を行える場合がある。

## 法律
- 処分についての審査請求(5条) 
審査請求とは、処分を行った行政庁（処分庁）や不作為に関係する行政庁（不作為庁）とは別の処分庁に対して行われる不服申立てである。原則として審査請求は処分庁の直近上級行政庁、または行政不服審査会に対して行われる。処分や不作為に直接の関連をもたない行政庁が裁断するので、公平性が高いといわれる。また、第三者機関が審査をすべき行政庁（審査庁）として特に定められている場合もあり、そうした場合には公平中立な裁断が期待できる。
  - 処分庁が次の場合は、審査請求出来ない（第1項）。この場合、異議申立てができる。 
主任の大臣（国務大臣）
宮内庁長官
外局の長
外局に置かれる庁の長
  - 法律によって設立された民間団体がした決定については、個別法の定めにより審査請求を行うことができる場合とできない場合がある。
    - 損害保険料率算出機構がした決定については審査請求はできないが、異議申立てを行える場合がある（自賠法）。
    - 日本弁護士連合会がした処分については、高等裁判所に対して審査請求を行うことができる（弁護士法）。
- 法定受託事務に関する審査請求（地方自治法255条の2）
  - 他の法律に特別の定めがある場合があるほか、法定受託事務に係る処分又は不作為に不服がある者は、次の各号に定めるものに対し審査請求ができる（自治事務の場合、例えば都道府県知事が行った処分の場合は都道府県知事にしか異議申立てしかできない）。
    - 一　都道府県知事その他の都道府県の執行機関の処分又は不作為　当該処分又は不作為に係る事務を規定する法律又はこれに基づく政令を所管する各大臣
二　市町村長その他の市町村の執行機関（教育委員会及び選挙管理委員会を除く。）の処分又は不作為　都道府県知事
三　市町村教育委員会の処分又は不作為　都道府県教育委員会
四　市町村選挙管理委員会の処分又は不作為　都道府県選挙管理委員会
- 審査請求期間(14条)
処分を現実に知った翌日から起算して3ヶ月以内、異議申し立ての決定を現実に知った翌日から起算して3ヶ月以内にしなければならない。

## 審理手続

### 審査請求書の提出
- 不服申立ての方式(9条)
書面の提出によって始まるのが原則である。正副2通を提出する。
- 法人でない社団又は財団の不服申立て(10条)
法人でない社団又は財団で代表者又は管理人の定めがあるものは、その名で不服申立てをすることができる。
- 総代(11条)
行政に関する紛争は当事者が多数となることも多い。そこで不服申立てをする者（申立人という）が多数の場合には、3名以内の総代を互選することができ、場合によっては互選を命じられる。
- 代理人による不服申立て(12条)
不服申立ては代理人によって行うこともできるが、取下げは、特別の委任を受けた場合に限り、することができる。
- 代表者の資格の証明等(13条)
代表者若しくは管理人、総代又は代理人がその資格を失つたときは、不服申立人は、書面でその旨を審査庁に届け出なければならない。
- 審査請求書の提出
  - 審査請求書の記載事項(15条)
    1. 審査請求人の氏名及び年齢又は名称並びに住所
    2. 審査請求に係る処分
    3. 審査請求に係る処分があつたことを知つた年月日
    4. 審査請求の趣旨及び理由
    5. 処分庁の教示の有無及びその内容
    6. 審査請求の年月日

    - 審査請求人が、法人その他の社団若しくは財団であるとき代表者若しくは管理人の氏名及び住所
    - 総代を互選したときは総代の氏名及び住所
共同不服申立人は、三人をこえない総代を互選することができる(11条1項)。
    - 代理人によつて審査請求をするときは代理人の氏名及び住所
    - 異議申立てについての決定を経ないで審査請求をする場合には、異議申立てをした年月日
    - 異議申立てについての決定を経ないことにつき正当な理由があるとは、決定を経ないことについての正当な理由
    - 審査請求書には、審査請求人、法人その他の社団又は財団であるときは代表者又は管理人、総代を互選したときは総代、代理人によつて審査請求をするときは代理人が押印しなければならない（15条4項）。

  - 口頭による審査請求(16条)
規定された事項を請求人が陳述し、行政庁は内容を録取し、請求人が押印した審査請求録取書を作成する。
  - 処分庁経由による審査請求(17条)
審査請求は、処分庁を経由してすることもできる。この場合には、処分庁に審査請求書を提出し、又は処分庁に対し審査請求書の事項を陳述するものとする。
  - 誤つた教示をした場合の救済（18条）
- 要件審理
審査請求が不適法であつて補正することができるものであるときは、審査庁は、相当の期間を定めて、その補正を命じなければならない(21条)。
- 審査庁による審査請求書副本の処分庁への送付
審査庁は、審査請求を受理したときは、審査請求書の副本又は審査請求録取書の写しを処分庁に送付し、相当の期間を定めて、弁明書の提出を求めることができる(22条 1項)。

### 弁明書・反論書の提出
- 弁明書の提出
処分庁は、弁明書を、正副二通提出しなければならない(22条2項)。
- 弁明書副本の審査請求人への送付
弁明書の提出があつたときは、審査庁は、その副本を審査請求人に送付しなければならない。ただし、審査請求の全部を容認すべきときは、この限りでない(22条5項)。
- 反論書の提出
審査請求人は、弁明書の副本の送付を受けたときは、これに対する反論書を提出することができる(23条)。

### 審理手続
- 参加人
利害関係人は、審査庁の許可を得て当該審査請求に参加人として参加することができる(24条)。
不作為についての審査請求の場合はない。
- 審理の方式
  - 書面主義
審理は、書面によるが、審査請求人又は参加人の申立てがあつたときは、審査庁は、申立人に口頭で意見を述べる機会を与えなければならない(25条 1項)。
  - 補佐人
審査請求人又は参加人は、口頭で意見を述べる機会を与えられた場合は審査庁の許可を得て、補佐人とともに出頭することができる(25条2項)。
- 証拠書類等の提出
審査請求人又は参加人は、証拠書類又は証拠物を提出することができる(26条)。
- 参考人の陳述及び鑑定の要求
審査庁は、審査請求人若しくは参加人の申立てにより又は職権で、適当と認める者に、参考人としてその知つている事実を陳述させ、又は鑑定を求めることができる(27条)。
- 物件の提出要求
審査庁は、審査請求人若しくは参加人の申立てにより又は職権で、書類その他の物件の所持人に対し、その物件の提出を求め、かつ、その提出された物件を留め置くことができる(28条)。
- 検証
審査庁は、審査請求人若しくは参加人の申立てにより又は職権で、必要な場所につき、検証をすることがで、しようとするときは、申立人に立ち会う機会を与えなければならない(29条)。
- 審査請求人又は参加人の審尋
審査庁は、審査請求人若しくは参加人の申立てにより又は職権で、審査請求人又は参加人を審尋することができる(30条)。
- 職員による審理手続
審査庁は、必要があると認めるときは、その庁の職員に、検証をさせ、又は審査請求人若しくは参加人の審尋をさせることができる(31条)。

- 処分庁からの物件の提出
処分庁は、当該処分の理由となつた事実を証する書類その他の物件を審査庁に提出することができる(33条 1項)。
- 請求人等の物件の閲覧 
審査請求人又は参加人は、審査庁に対し、処分庁から提出された書類その他の物件の閲覧を求めることができ、審査庁は、閲覧の日時及び場所を指定することができる(33条 2項)。
- 執行停止
処分庁の上級行政庁である審査庁は、必要があると認めるときは、審査請求人の申立てにより又は職権で、執行停止をすることができる(34条)。
- 執行停止の取消し(35条)
- 手続の併合又は分離(36条)
審査庁は、必要があると認めるときは、数個の審査請求を併合し、又は併合された数個の審査請求を分離することができる。
- 手続の承継(37条)
審査請求の目的である処分に係る権利を譲り受けた者は、審査庁の許可を得て、審査請求人の地位を承継することができる(6項)。
- 審査庁が裁決をする権限を有しなくなつた場合の措置
引継ぎを受けた行政庁は、すみやかに、その旨を審査請求人及び参加人に通知しなければならない(38条)。
- 審査請求の取下げ
審査請求人は、裁決があるまでは、いつでも書面で審査請求を取り下げることができる(39条)。

### 裁決
- 審査庁の裁決(40条)
事実行為についての審査請求が理由があるときは、審査庁は、処分庁に対し当該事実行為の全部又は一部を撤廃すべきことを命ずるとともに、裁決で、その旨を宣言する（4項）。
審査庁が処分庁の上級行政庁であるときは、審査庁は、裁決で当該処分を変更し、又は処分庁に対し当該事実行為を変更すべきことを命ずるとともに裁決でその旨を宣言することもできる、これを変更裁決という（5項）。
- 裁決の方式(41条)
  1. 裁決は、書面で行ない、かつ、理由を附し、審査庁がこれに記名押印をしなければならない。
  2. 審査庁は、再審査請求をすることができる裁決をする場合には、裁決書に再審査請求をすることができる旨並びに再審査庁及び再審査請求期間を記載して、これを教示しなければならない。

## 不作為についての審査請求
- 審査請求書の記載事項(49条)
- 審査庁の裁決(51条)
不作為についての審査請求が理由があるときは、審査庁は、当該不作為庁に対しすみやかに申請に対するなんらかの行為をすべきことを命ずるとともに、裁決で、その旨を宣言する。

- 処分についての審査請求に関する規定の準用(52条)

## 関連事項
- 行政法
- 行政不服審査請求